# National Stadium (Palaos)
Pour les articles homonymes, voir National Stadium.
Le National Stadium est un stade multifonction situé à Koror, plus grande ville des Palaos.
Il est essentiellement utilisé pour le football et accueille notamment les matches de l'équipe nationale et du championnat national. Sa capacité est d'environ 4 000 places.